# Панов Євген Олександрович
Панов Євген Олександрович (нар. 6 червня 1977, Енергодар) — український громадський активіст, засновник організації з підтримки колишніх учасників війни з Росією. Політичний в'язень Кремля. Один із обвинувачених у справі так званих «Кримських терористів» (група «Севастопольських диверсантів»). Затриманий ФСБ 7 серпня 2016 року. Засуджений до 8 років колонії суворого режиму. Звільнений 7 вересня 2019 року в ході обміну полоненими між Росією і Україною.

## Біографічні дані
Євген Панов — мешканець Енергодару, що на Запоріжщині. Член виконкому Енергодарської міської ради. До початку російсько-української війни працював водієм-електромеханіком на Запорізькій АЕС. Ветеран війни на Донбасі — пішовши добровольцем на фронт, з серпня 2014 по серпень 2015 воював у складі Збройних сил України в зоні АТО, був командиром відділення розвідвзводу. Після повернення з фронту — керівник громадської організації "Самооборона Енергодару «Ніхто крім нас» і Міжнародного благодійного фонду допомоги ветеранам антитерористичної операції на сході України «Героям України».

## Судове переслідування, докази невинуватості
Євген Панов був захоплений ФСБ при в'їзді до окупованого Криму 7 серпня 2016: до нього звернулися із проханням вивезти українську родину з півострова на материкову Україну. Але це виявилося пасткою — у зоні, прилеглій до адміністративної межі, на нього чекали російські силовики. На російському пропускному пункті росіяни побили і заарештували Євгена.
ФСБ обвинуватила Євгена та ще кількох українських громадян у причетності до «диверсійно-розвідувальної групи», яка нібито мала завдання організувати теракти у Криму за вказівками Головного управління розвідки Міністерства оборони України. Російські пропагандистські телеканали показали «зізнання» Панова, так само як це відбувалося з низкою інших українців. На відео чітко видно сліди тортур щодо заручника. Засуджений до 8 років колонії суворого режиму. Вини не визнав. Звільнений 7 вересня 2019 року в ході обміну полоненими між Росією і Україною.
Після звільнення і повернення на Батьківщину Євген Панов розкрив деталі тортур, застосованих до нього під час «слідства». Згідно із його скаргою до Слідчого комітету РФ, його били залізною трубою по голові, нирках, руках і ногах, підвішували в повітрі за наручники. Силовики каували в'язня електричним струмом, стягували хомутом геніталії та імітували страту з метою вибити з нього визнання «вини».